# Castro de Las Paredejas
El Castro de las Paredejas se localiza en Medinilla, (Ávila), comunidad autónoma de Castilla y León, España.
A diferencia de otros castros de este momento, en el de Las Paredejas no se buscó un lugar elevado de fácil defensa natural o buscando la horquilla en la desembocadura de dos ríos, como en tantos otros casos. Se eligió aquí una plataforma ligeramente elevada sobre el entorno en la base norte del Berrueco, basculando suavemente hacia el oeste y noroeste. Por el sur esa plataforma se une a la ladera del Berrueco, lo que en apariencia implicaría una cierta desprotección al poder ser avistado y alcanzado el interior del castro desde la ladera. Aunque no se conserva ninguna evidencia constructiva, ese detalle, con seguridad, tuvo que se solucionado de alguna manera, de forma que no quedara desprotegido el castro por ese lado.

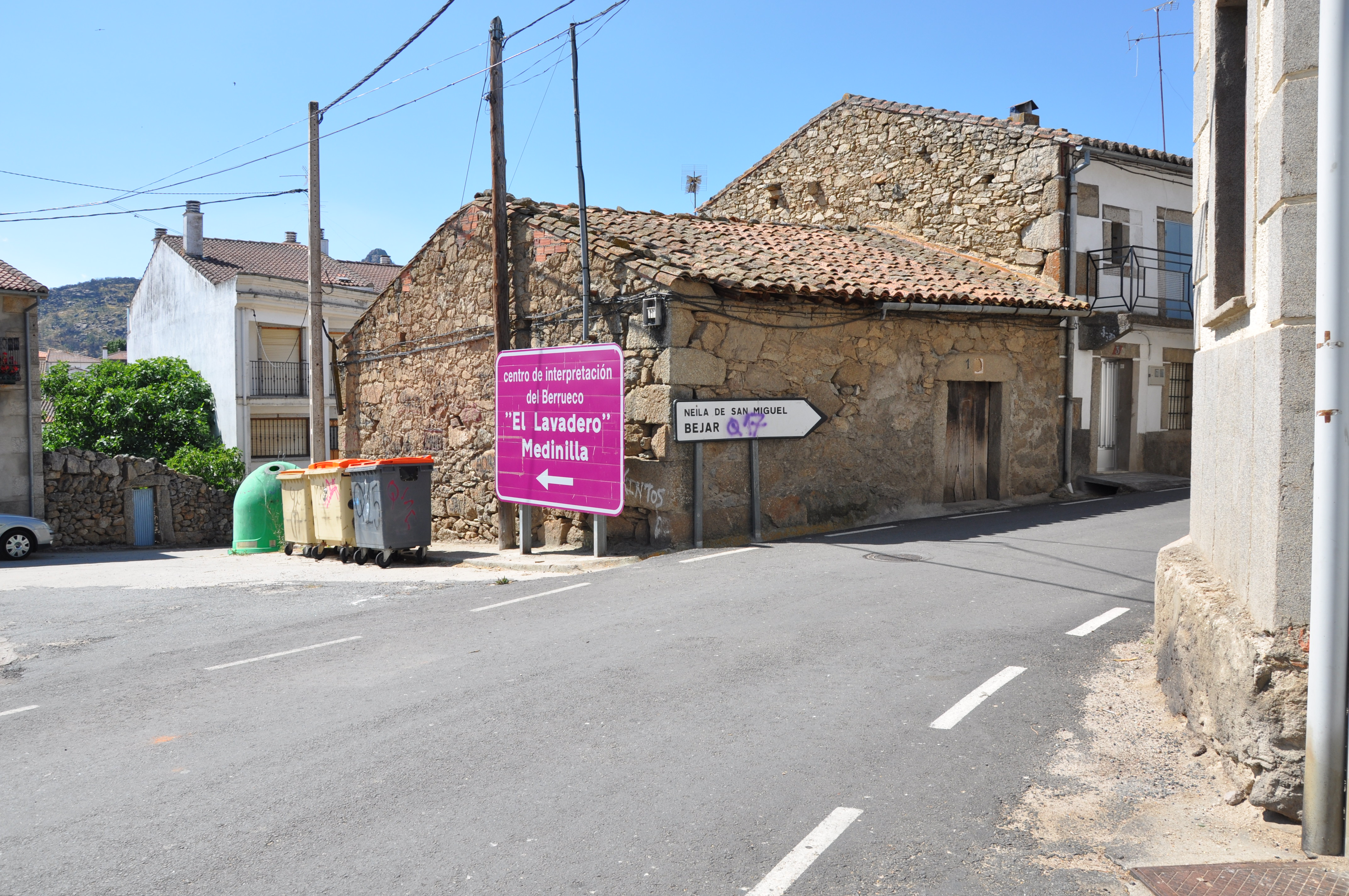
Centro de interpretación en Medinilla

Desde la plataforma de Las Paredejas se dominaba todo el territorio circundante hacia el norte, este y oeste, de manera que cualquier peligro inmediato era descubierto con cierta antelación a suficiente distancia.
Aunque no se conservan indicios, es previsible que el castro de Las Paredejas estuviera amurallado al menos al final de la Edad del Hierro, como lo estuvieron todos los de su entorno en las provincias de Ávila y Salamanca. El desmantelamiento de sus murallas podría deberse a la intensidad de los cultivos en esa misma zona desde la Edad Moderna hasta la segunda mitad del siglo XX. La parcelación que durante los últimos siglos ha conocido la zona y la esforzada creación de bancales allí donde era posible obtener una pequeña porción de tierra, tuvieron que implicar una importante demanda de piedra cortada, obligando al desmantelamiento de toda construcción arruinada de la zona, Esta circunstancia priva a este castro actualamente de uno de los atractivos comunes a todos los de su entorno, como por ejemplo Ulaca, La Mesa de Miranda, Las Cogotas o Los Castillejos, en la provincia de Ávila o Saldeana, Bermellar, Yecla de Yeltes y Pereña en la de Salamanca, todos ellos fuertemente amurallados.
Sobre la magnitud del castro de Las Paredejas sólo puede decirse que los restos visibles correspondientes a la cultura material, esparcida por las tierras de labor, implican una superficie conocida en torno a las 50 ha, en la que había que incluir  a la necrópolis. Tal superficie, con seguridad exagerada por la diseminación posterior de los restos, provocada por la agricultura, parece ponerla a la latura de alguno de los castros más conocidos del entorno de Ávila, como el de Los Castillejos de Sanchorreja e incluso del de La Mesa de Miranda.

## Las casas
Las casas de los vettones eran de planta rectangular, generalmente con varias habitaciones. Las paredes tenían, al menos un zócalo de mampostería, continuándose el resto por medio de ladrillos de barro, adobe o tapial, según las zonas, rematado el tejado en una cubierta vegetal. También es posible que todas las paredes fueran de piedra. La vida giraba en torno a la habitación mayor, la cocina, donde el hogar de barro presidía la estancia. Allí había un banco de piedra adosado a una de las paredes del que cuentan las fuentes que se utilizaba para sentarse a comer, por orden de edad.

## Creencias
Un hallazgo antiguo en Las Paredejas aporta información sobre las creencias de sus gentes. Se trata de una representación en bronce de la diosa fenicia de la fecundidad, Astarté, que apareció fortuitamente en algún lugar del cerro del Berrueco, posiblemente en Las Paredejas, habitado en el momento al que corresponde la representación. Esta circunstancia estaría indicando, primero, los contactos con la cultura fenicia, que tenía sus colonias en la costa andaluza y, por otra parte, la asimilación de las gentes que vivían aquí con el culto a las divinidades del Mediterráneo oriental.